# ボスコフス
ボスコフス（英語：Boscov's）は、1911年にソロモン・ボスコフスによって設立されたアメリカ合衆国の百貨店。初めの店舗は、ペンシルベニア州にオープンした。その後、ニューヨーク州、ニュージャージー州、メリーランド州、デラウェア州に39の店舗を広げた。
ボスコフスは、2008年8月4日に破産申請を行い、その後破産手続きが始まった。